# Bruce–Baker–Moore
Bruce–Baker–Moore, también conocida como BBM, fue una agrupación musical británica formada en 1993 por los reconocidos músicos Jack Bruce, Gary Moore y Ginger Baker. El trío publicó solamente un disco de estudio, titulado Around the Next Dream, el cual fue publicado por la discográfica Virgin Records. La producción alcanzó la novena posición en la lista UK Albums Chart en 1994, permaneciendo durante cuatro semanas. La canción "Where in the World" fue estrenada como sencillo, alcanzando la posición 57 en la lista UK Singles Chart en agosto de 1994. La mayor parte del material fue escrita por Moore con contribuciones de Bruce y Baker.

## Discografía

### Around the Next Dream
| CD release |                                         |          |  |
| N.º        | Título                                  | Duración |  |
| 1.         | «Waiting in the Wings»                  | 3:42     |  |
| 2.         | «City of Gold»                          | 3:57     |  |
| 3.         | «Where in the World»                    | 5:23     |  |
| 4.         | «Can’t Fool the Blues»                  | 5:15     |  |
| 5.         | «High Cost of Loving»                   | 5:14     |  |
| 6.         | «Glory Days»                            | 4:23     |  |
| 7.         | «Why Does Love (Have to Go Wrong?)»     | 8:47     |  |
| 8.         | «Naked Flame»                           | 6:06     |  |
| 9.         | «I Wonder Why (Are You So Mean to Me?)» | 5:00     |  |
| 10.        | «Wrong Side of Town»                    | 4:00     |  |

## Músicos
- Ginger Baker – batería y percusión
- Jack Bruce – bajo, teclados y voz
- Gary Moore – guitarra, teclados y voz[2]

|            |
| Gary Moore |

|            |
| Jack Bruce |

|              |
| Ginger Baker |